# Horst Herrlich
Horst Herrlich (Berlim, 11 de setembro de 1937 – Bremen, 13 de março de 2015) foi um matemático alemão. De 1971 a 2002 foi professor de matemática com especialização em topologia e teoria das categorias na Universidade de Bremen.

## Vida
Horst Herrlich obteve um doutorado em 1962 na Universidade Livre de Berlim, orientado por Karl Peter Grotemeyer e Alexander Dinghas, com a tese Ordnungsfähigkeit topologischer Räume, onde obteve também a habilitação em 1965 com o tema E-kompakte Räume.
Foi palestrante convidado do Congresso Internacional de Matemáticos em Vancouver (1974: Topological structures).

## Pesquisa
Herrlich é reconhecido com um dos fundadores da topologia categorizatória, que lida com questões da topologia geral com métodos da teoria das categorias.

## Obras
- Topologische Reflexionen und Coreflexionen. [S.l.]: Springer Lecture Notes Math. 78. 1968
- Category Theory. [S.l.]: Allyn and Bacon. 1973
- Einführung in die Topologie: Metrische Räume. [S.l.]: Heldermann Verlag, Berlin. 1986
- Topologie I: Topologische Räume. [S.l.]: Heldermann Verlag, Berlin. 1986
- Topologie II: Uniforme Räume. [S.l.]: Heldermann Verlag, Berlin. 1988
- Abstract and Concrete Categories. [S.l.]: Wiley-Interscience Publ., New York. 1990
- Axiom of Choice. [S.l.]: Springer Lecture Notes Math. 1876. 2006